# Катастрофа на „Илюшин“ на АГАСК през 1983 г.
На 1 юли 1983 г. пътнически самолет „Ил-62M“ на администрацията за гражданска авиация на Северна Корея изпълнява редовен международен чартърен полет от международното летище „Пхенян Сунан“, Пхенян, Северна Корея, до международното летище „Конакри“, Конакри, Гвинея, с планирани междинни кацания в Кабул, Афганистан и Кайро, Египет. Машината превозва строителни товари и работници преди срещата на върха на Организацията за африканско единство през 1984 г., която трябва да се проведе година по-късно.
Докато се приближава към летището в Конакри, самолетът се разбива в гвинейския планински район Фута Джалон, близо до град Лабе, на около 100 км северозападно от Конакри и убива всички 17 пътници и 6 члена на екипажа на борда. Причината за катастрофата остава публично неизвестна, но „Еъруейз Нюз“ съобщава, че се предполага, че причината е пилотска грешка, допълнително утежнена от умора на екипажа.
Това остава най-смъртоносният авиационен инцидент в историята на Гвинея и е десетата загуба на „Ил-62“ от въвеждането му в експлоатация. Това е първият и единствен известен фатален авиационен инцидент на администрацията за гражданска авиация на Северна Корея.